# Ridderorden in Lucca
Het Hertogdom Lucca, een staatje in Noord-Italië bezat twee Ridderorden:
- De Orde van Sint-George voor Militaire Verdienste (Italiaans: "Ordine di San Giorgio del Merito Militare")

en
- De Orde van de Heilige Lodewijk voor Civiele Verdienste (Italiaans: "Ordine del Merito di San Lodovico")

Lucca werd op 5 oktober 1847 door hertog Karel Lodewijk afgestaan aan het Hertogdom Parma. Parma nam ook de Luccaanse Ridderorden over. In 1860 werden Lucca en Parma veroverd door het Koninkrijk Sardinië en in 1861 werd het een deel van het koninkrijk Italië.